# Dermea libocedri
Dermea libocedri är en svampart som beskrevs av J.W. Groves 1946. Dermea libocedri ingår i släktet Dermea och familjen Dermateaceae.   Inga underarter finns listade i Catalogue of Life.